# Aman Jaya
Aman Jaya is een bestuurslaag in het regentschap Ogan Komering Ulu van de provincie Zuid-Sumatra, Indonesië. Aman Jaya telt 1754 inwoners (volkstelling 2010).